# Cyrtodactylus consobrinoides
Cyrtodactylus consobrinoides este o specie de șopârle din genul Cyrtodactylus, familia Gekkonidae, ordinul Squamata, descrisă de Annandale 1905. Conform Catalogue of Life specia Cyrtodactylus consobrinoides nu are subspecii cunoscute.